# Potentilla fulgens

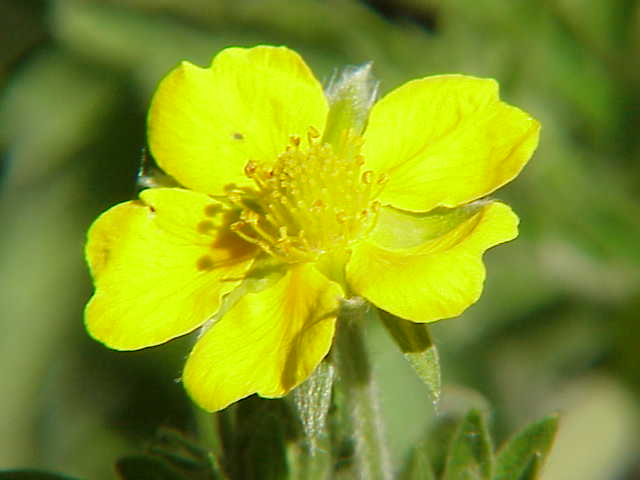
Flores.

Potentilla fulgens es una  planta herbácea perenne perteneciente a la familia Rosaceae. 
Tiene las hojas verdes y flores con cinco pétalos amarillos.

## Taxonomía
Potentilla fulgens fue descrita por Friedrich Ludwig Emil Diels
Etimología
Potentílla: nombre genérico que deriva del latín postclásico potentilla, -ae de potens, -entis, potente, poderoso, que tiene poder; latín -illa, -illae, sufijo de diminutivo–. Alude a las poderosas presuntas propiedades tónicas y astringentes de esta planta. 
fulgens: epíteto latíno que significa "parecida a Alchemilla.